# Akodon bogotensis
Akodon bogotensis är en däggdjursart som beskrevs av Thomas 1895. Akodon bogotensis ingår i släktet fältmöss, och familjen hamsterartade gnagare. IUCN kategoriserar arten globalt som livskraftig. Inga underarter finns listade.
Denna fältmus förekommer i bergstrakter i Colombia och nordvästra Venezuela. Arten vistas där mellan 2600 och 3900 meter över havet. Habitatet utgörs av bergsängar, öppna skogar med träd av släktet Polylepis och alpin tundra. Arten uppsöker även odlad mark. Akodon bogotensis vistas främst på marken och är nattaktiv. Den äter små ryggradslösa djur och frön samt andra växtdelar.